# Dommartin (Somme)
Dommartin és un municipi francès situat al departament del Somme i a la regió dels Alts de França. L'any 2007 tenia 386 habitants.

## Demografia

### Població
El 2007 la població de fet de Dommartin era de 386 persones. Hi havia 139 famílies de les quals 24 eren unipersonals (12 homes vivint sols i 12 dones vivint soles), 28 parelles sense fills, 63 parelles amb fills i 24 famílies monoparentals amb fills.
La població ha evolucionat segons el següent gràfic:
Habitants censats

### Habitatges
El 2007 hi havia 150 habitatges, 145 eren l'habitatge principal de la família i 5 estaven desocupats. 145 eren cases i 3 eren apartaments. Dels 145 habitatges principals, 126 estaven ocupats pels seus propietaris, 17 estaven llogats i ocupats pels llogaters i 2 estaven cedits a títol gratuït; 1 tenia una cambra, 18 en tenien tres, 52 en tenien quatre i 73 en tenien cinc o més. 114 habitatges disposaven pel capbaix d'una plaça de pàrquing. A 57 habitatges hi havia un automòbil i a 74 n'hi havia dos o més.

### Piràmide de població

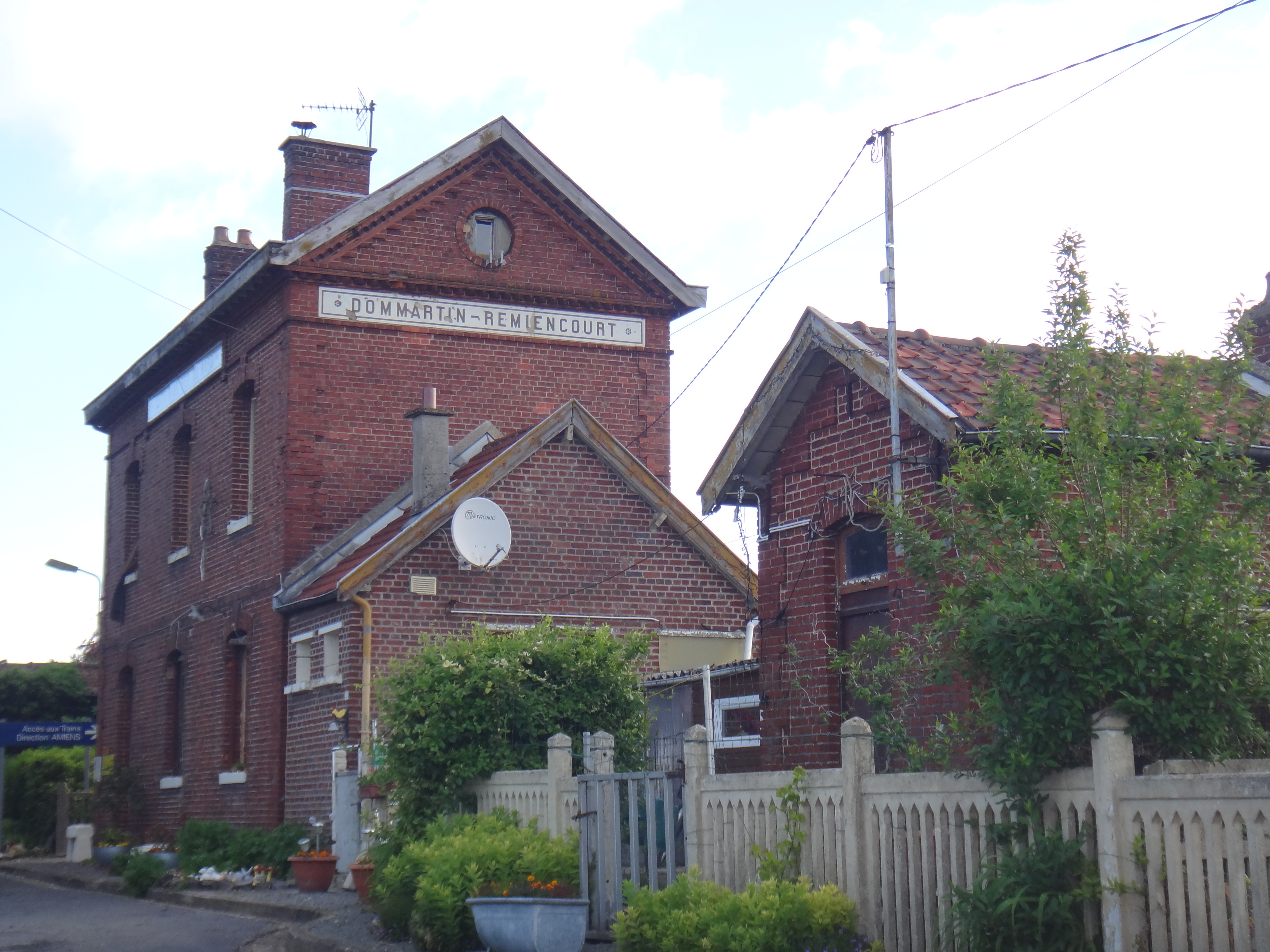

La piràmide de població per edats i sexe el 2009 era:
| Homes | Edats   | Dones |
| ----- | ------- | ----- |
| 0     | 95 o +  | 0     |
| 0     | 90 a 94 | 0     |
| 0     | 85 a 89 | 0     |
| 4     | 80 a 84 | 4     |
| 12    | 75 a 79 | 12    |
| 8     | 70 a 74 | 8     |
| 0     | 65 a 69 | 0     |
| 4     | 60 a 64 | 8     |
| 4     | 55 a 59 | 8     |
| 24    | 50 a 54 | 16    |
| 20    | 45 a 49 | 4     |
| 12    | 40 a 44 | 24    |
| 20    | 35 a 39 | 20    |
| 16    | 30 a 34 | 20    |
| 4     | 25 a 29 | 12    |
| 20    | 20 a 24 | 12    |
| 16    | 15 a 19 | 4     |
| 12    | 10 a 14 | 24    |
| 16    | 5 a 9   | 8     |
| 8     | 0 a 4   | 20    |

## Economia

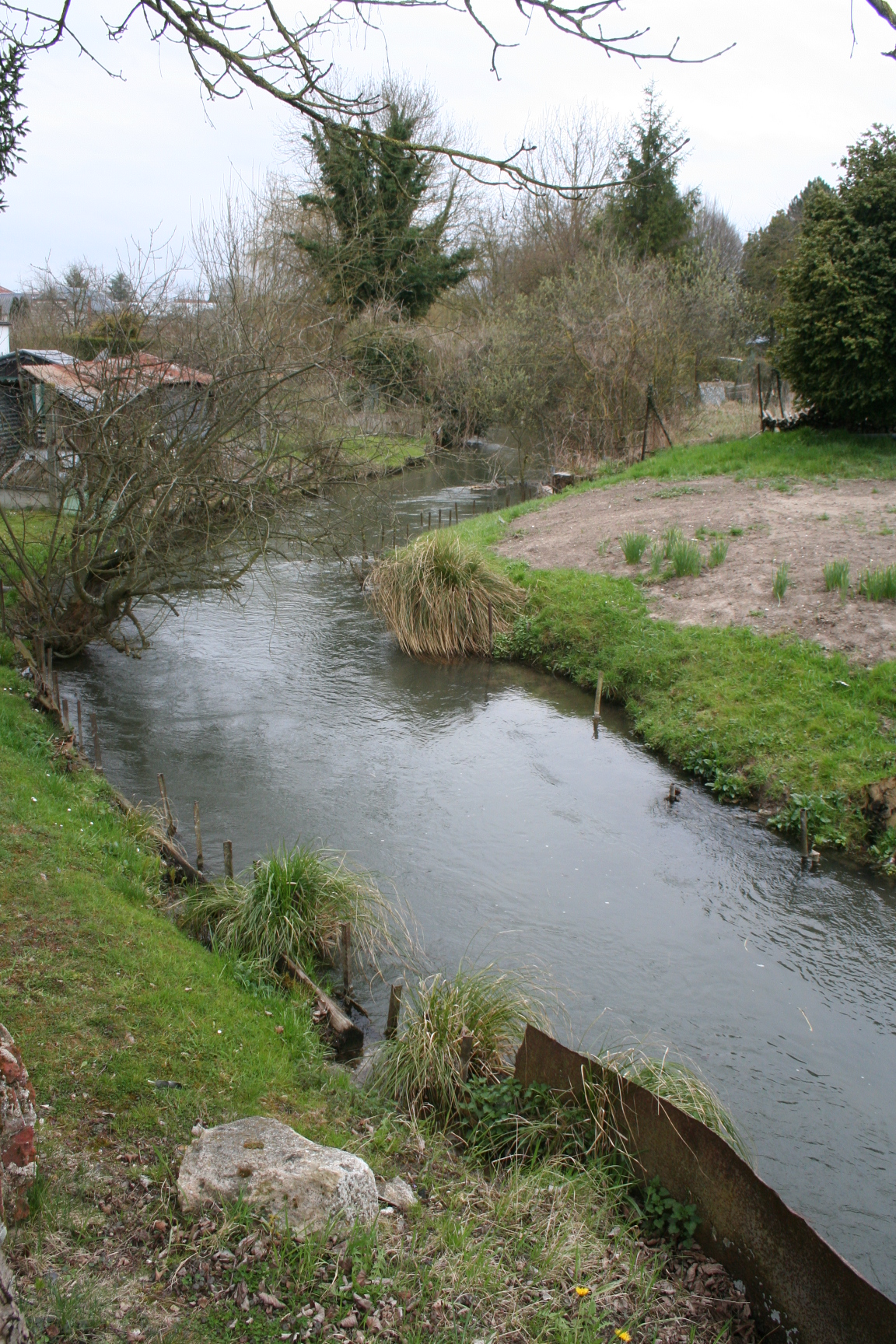

El 2007 la població en edat de treballar era de 281 persones, 198 eren actives i 83 eren inactives. De les 198 persones actives 186 estaven ocupades (103 homes i 83 dones) i 12 estaven aturades (3 homes i 9 dones). De les 83 persones inactives 21 estaven jubilades, 45 estaven estudiant i 17 estaven classificades com a «altres inactius».

### Ingressos
El 2009 a Dommartin hi havia 145 unitats fiscals que integraven 370,5 persones, la mediana anual d'ingressos fiscals per persona era de 19.119 €.

### Activitats econòmiques
Dels 6 establiments que hi havia el 2007, 1 era d'una empresa de fabricació d'altres productes industrials, 2 d'empreses de construcció, 1 d'una empresa immobiliària i 2 d'empreses de serveis.
Dels 3 establiments de servei als particulars que hi havia el 2009, 1 era un paleta, 1 lampisteria i 1 agència immobiliària.
L'any 2000 a Dommartin hi havia 8 explotacions agrícoles.

## Equipaments sanitaris i escolars
El 2009 hi havia una escola elemental integrada dins d'un grup escolar amb les comunes properes formant una escola dispersa.

## Poblacions més properes
El següent diagrama mostra les poblacions més properes.